# Генрих Сидоренков
Генрих Иванович Сидоренков (рус. Генрих Иванович Сидоренков; село Бедственка, Хиславички рејон Смоленске области, 11. август 1931 — Москва, 5. јануар 1990) био је совјетских хокејаш на леду и члан репрезентације Совјетског Савеза која је освојила прву историјску титулу светског првака на Светском првенству 1954. године у Стокхолму. Заслужни мајстор спорта Совјетског Савеза и члан Куће славних совјетског хокеја на леду (оба звања су му додељена 1956. године). Играо је на позицији одбрамбеног играча.
У играчкој каријери која је трајала од 1949. до 1966. наступао је за московске клубове Крила Совјетов и ЦСКА, те за лењинградски СКА, и у том периоду је освојио 6 титула првака Совјетског Савеза (1955. 1956, 1958, 1959, 1960. и 1961), четири друга и три трећа места. У првенствима Совјетског Савеза одиграо је више од 310 утакмица и постигао 42 гола. Са ЦСКА је освојио и четири титуле у националном купу. У три наврата је сврставан у идеални тим првенства.
За репрезентацију Совјетског Савеза играо је 9 година и за то време одиграо 107 утакмица и постигао 15 голова. Са репрезентацијом је освојио две олимпијске медаље, злато у Кортини Д'Ампецо 1956. и бронзу у Скво Валију 1960. године, а на олимпијским играма одиграо је 13 утакмица и постигао један гол. Освојио је и две титуле светског првака, је још 3 сребрне и 2 бронзане медаље (укупно 30 утакмица и 6 голова на светским првенствима).